# Gallus (wrestling)
Gallus è una stable di wrestling attiva in WWE nel roster di NXT dal il 2018, formata da Joe Coffey, Mark Coffey e Wolfgang.

## Storia

### WWE (2019–presente)

#### NXT UK(2019–2022)
Il 12 gennaio 2019, a NXT UK TakeOver: Blackpool, Joe Coffey affrontò Pete Dunne per il WWE United Kingdom Championship ma venne sconfitto; in seguito, Coffey formò il Gallus assieme al fratello Mark e a Wolfgang.
Successivamente, Mark Coffey e Wolfgang conquistarono l'NXT UK Tag Team Championship sconfiggendo Flash Morgan Webster e Mark Andrews nella puntata di NXT UK del 4 ottobre (andata in onda il 17 ottobre). Nella puntata di NXT UK del 17 dicembre Coffey e Wolfgang difesero i titoli contro l'Hunt (Primate e Wild Boar). Nella puntata di NXT UK del 25 febbraio 2021 Coffey e Wolfgang persero i titoli contro i Pretty Deadly dopo 510 giorni di regno.

#### NXT(2022–presente)
Nella puntata speciale NXT Heatwave del 16 agosto il Gallus debuttò nello show attaccando a sorpresa la Diamond Mine. Nella successiva puntata di NXT 2.0 del 23 agosto Mark e Wolfgang affrontarono Brooks Jensen e Josh Briggs per l'NXT UK Tag Team Championship ma vinsero solo per count-out, senza dunque il cambio di titolo, a causa dell'intervento dei Pretty Deadly e della Diamond Mine. Il 4 settembre, a NXT Worlds Collide, Mark Coffey e Wolfgang presero parte ad un Fatal 4-Way Tag Team Elimination match valido per l'unificazione dell'NXT Tag Team Championship e l'NXT UK Tag Team Championship che comprendeva anche i Creed Brothers (NXT Tag Team Champions), Brooks Jensen e Josh Briggs (NXT UK Tag Team Champions) e i Pretty Deadly (Elton Prince e Kit Wilson) ma vennero eliminati dai Creed Brothers. Il 4 febbraio, a NXT Vengeance Day, Mark e Wolfgang vinsero l'NXT Tag Team Championship in un Fatal 4-Way Tag Team match che comprendeva anche i campioni del New Day (Kofi Kingston e Xavier Woods), Andre Chase e Duke Hudson e i Pretty Deadly. Nella puntata di NXT del 14 marzo Wolfgang e Mark Coffey mantennero le cinture contro i Pretty Deadly.  Il 30 luglio, a NXT The Great American Bash, Coffey e Wolfgang persero le cinture contro Tony D'Angelo e Channing "Stacks" Lorenzo dopo 176 giorni di regno.

## Nel wrestling

### Musiche d'ingresso
- Beat Me dei CFO$ (2018–2022)
- Thicker Than Blood dei def rebel (2023–presente)

## Titoli e riconoscimenti
- WWE
  - NXT UK Tag Team Championship (1) – Mark Coffey e Wolfgang
  - NXT Tag Team Championship (1) – Mark Coffey e Wolfgang